# مدونة النقوش السامية

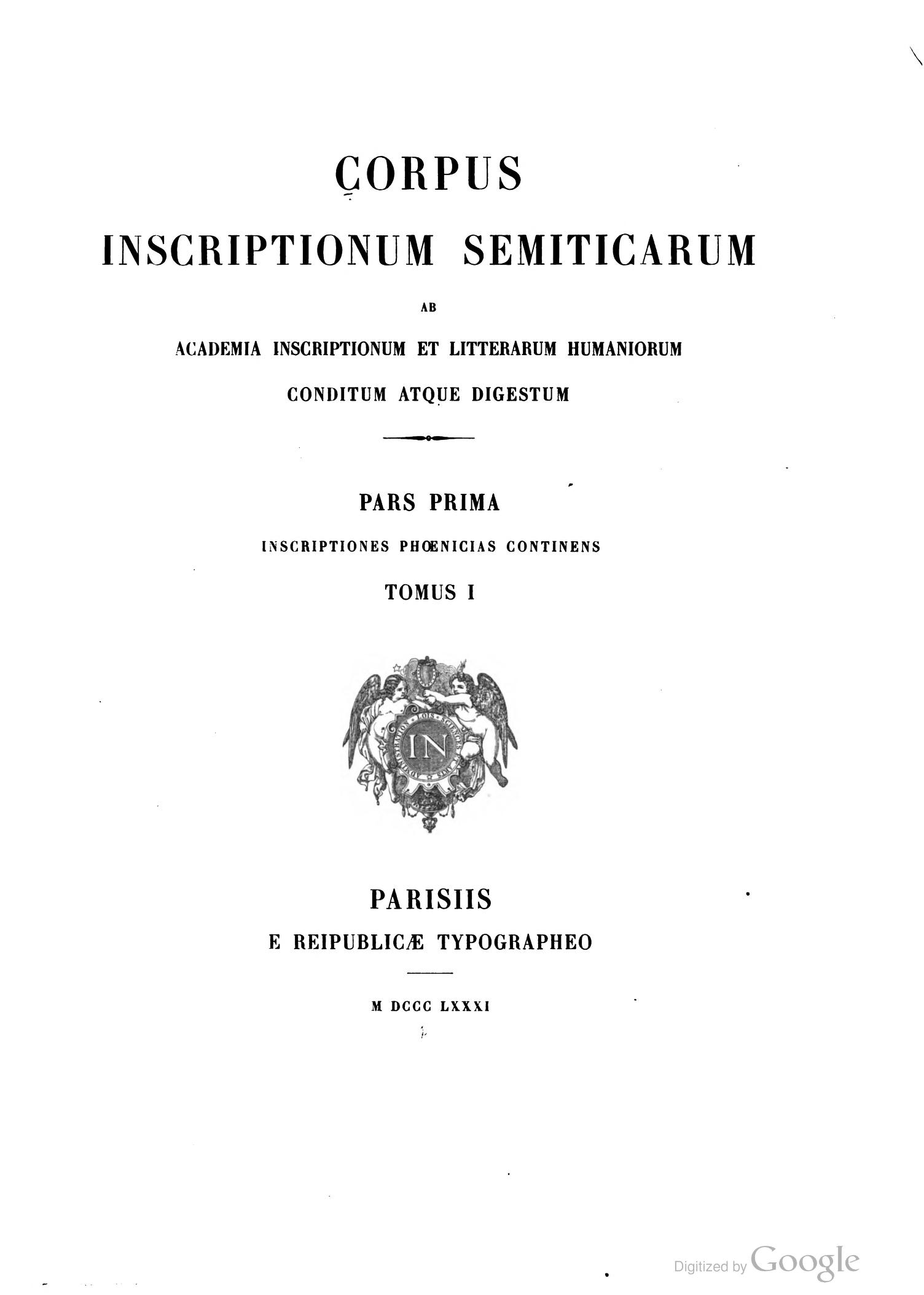
الغلاف الأمامي للطبعة الأولى

مدونة النقوش السامية، (Corpus Inscriptionum Semiticarum . اختصار: CIS )، وهي مجموعة من النقوش القديمة باللغات السامية التي أنتجت منذ نهاية الألفية الثانية قبل الميلاد حتى ظهور الإسلام. وقد نُشرت باللغة اللاتينية في مذكرة استُرددت بعد وفاته، وقد صرح إرنست رينان: "من بين كل ما قمت به، فإن هذه المجموعة هي التي أحبها أكثر من غيرها".
نُشر الجزء الأول في عام 1881م، أي بعد أربعة عشر عامًا من بداية المشروع. برر رينان التأخير لمدة أربعة عشر عامًا في مقدمة المجلد، مشيرًا إلى كارثة الحرب الفرنسية البروسية والصعوبات التي نشأت في طباعة الأحرف الفينيقية التي ثبت أن رسمها الأول غير صحيح في ضوء النقوش المكتشفة لاحقًا. أُنشأت مجموعة أصغر لدليل النقوش السامية (Répertoire d'Épigraphie Sémitique، اختصار: RES) لتقديم النقوش السامية دون تأخير وبطريقة موجزة متعمدة كما أصبحت معروفة، ونُشرت باللغة الفرنسية بدلاً من اللاتينية.
استمر نشر السلسلة حتى عام 1962م.

## التاريخ والنطاق
بدأ المشروع في 17 من أبريل 1867 عندما قبلت الأكاديمية الفرنسية للنقوش والآداب اقتراح لجنة بقيادة إرنست رينان لبدء مبادرة مماثلة للمدونتان الألمانيتان للنقوش اللاتينية واليونانية القديمة كمدونة النقوش اليونانية "Corpus Inscriptionum Graecarum (CIG)"، ومدونة النقوش اللاتينية "Corpus Inscriptionum Latinarum (CIL)". اعتُبرت الأكاديمية أنها كمؤسسة فرنسية في وضع أفضل لجمع النقوش السامية بأكملها، بسبب هيمنة فرنسا آنذاك على شمال إفريقيا، وعلاقاتها التاريخية مع مصر وسوريا واليونان، والعديد من الآثار السامية في المتاحف الفرنسية، وعدد كبار علماء السامية الفرنسيين بما في ذلك جان جاك بارتليمي الذي فك رموز الخط الفينيقي لأول مرة.
في وقت لاحق قُرر أن تحتوي المجموعة على جميع النقوش القديمة المكتوبة ب "الأحرف السامية"، باستثناء الكتابات المسمارية السامية والنصوص الأخرى من نفس المناطق. كانت الفترة الزمنية غير المحدودة في أقصى المجال لعمر للنقوش، في حين تقرر أن يقتصر أحدث عمر على بداية الكتابة الموحدة للغة العربية والعبرية والسريانية في العصور الوسطى. وكان من المقرر أن تشمل جميع النقوش المعروفة والأحجار المنقوشة والعملات المعدنية والبرديات، إلى جانب عينات مختارة من المخطوطات اللاحقة ذات الأهمية الخاصة.
- 1: الفينيقية والبونيقية ؛
- 2:اللغة العبرية واللغة السامرية ، صور طبق الأصل من المخطوطات العبرية والسامرية القديمة؛
- 3: اللغة الآرامية الثالثة؛
- 4: تدمر ؛ انظر النقوش النبطية ؛
- 5: اللغة السريانية ؛
- 7: باللغة المندائية ؛
- 8: اللغة العربية المبكرة؛
- 9: الحميرية ؛
- 10: اللغة الأمهرية

ثم قُسِّم البرنامج إلى خمسة أجزاء، بناء على الأسماء الفاصلة المستخدمة في الباليوغرافيا السامية. وداخل كل جزء كان من المقرر تقسيمها على أساس الموقع الجغرافي:
- الجزء الأول. النقوش الفينيقية والبونيقية والبونيقية الجديدة؛
- الجزء الثاني. نقوش آرامية وتدمرية ونبطية؛
- الجزء الثالث. النقوش العبرية؛
- الجزء الرابع. الحميرية، السبئية ؛
- الجزء الخامس. السراسنة واللحيانية والصفوية والثمودية .

## المجلدات
مجموعة النقوش التي جمعتها واشتغلتها أكاديمية النقوش والرسائل الإنسانية. باريس: من مطبعة الجمهورية، 1881-1962م
الجزء الأول: النقوش الفينيقية والبونيقية والبونيقية الجديدة. جمعت هذه السلسلة النقوش الفينيقية الموجودة في فينيقيا نفسها، وفي قبرص، زفي مصر، وفي اليونان، وفي مالطا، وفي صقلية، وفي سردينيا، وفي إيطاليا، وفي بلاد الغال، وفي إسبانيا، ولا سيما العدد الهائل من النقوش البونيقية في شمال إفريقيا، وخاصة في قرطاج. استمر رينان في تحرير هذه السلسلة حتى وفاته في عام 1892م.
الجزء الثاني. النقوش الآرامية، التدمرية، النبطية. حرره يوجين ملكيور دي فوغوي Marie-Eugène-Melchior، حيث بدأ نشر هذه السلسلة في عام 1889م، وكانت تغطي أراضي الممالك السورية القديمة، وكذلك جميع البلدان التي تغلغلت فيها الآرامية تحت الإمبراطورية الفارسية، من الأناضول إلى الهند، ومن بحر قزوين إلى صعيد مصر. 
الجزء الثالث. النقوش العبرية; لم تُنشر هذه السلسلة. ومع ذلك، نُشر عدد من النقوش العبرية بشكل منهجي في دليل النقوش السامية (RES).
الجزء الرابع. الحميرية ، السبئية . نُشر هذا المجلد لأول مرة في عام 1889م، وحرره جوزيف ديرانبور. حيث يغطي شبه الجزيرة العربية، ولا سيما النقوش الحميرية والسبئية.
الجزء الخامس. السراسنة، اللحيانيون ، والصفويون ، والثموديون؛ لم تُنشر هذه السلسلة حتى عام 1950م، بواسطة جونزاج ريكمانز 

## المساهمون الأساسيون
قائمة المساهمون الأساسيون في مدونة النقوش السامية ( CIS ): 
- إرنست رينان (ت. 1892م)
- هارتويج ديرينبورج (ت. 1908م)
- رينيه دوسو (ت. 1958م)
- جان بابتيست شابو (ت. 1948م)
- أندريه دوبون سومر André Dupont-Sommer (ت. 1983م)
- أندريه كاكو André Caquot(ت. 2004م)

## المعرض

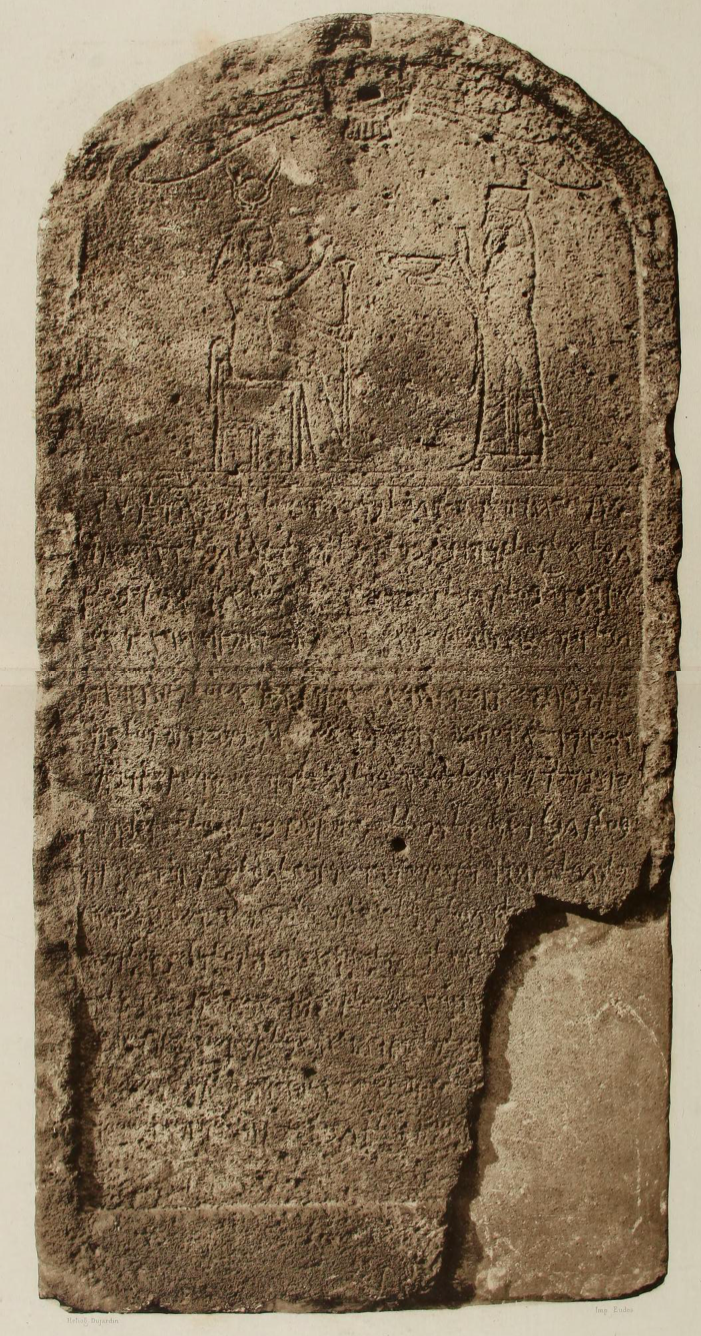
CIS I 1: نصب يحملك
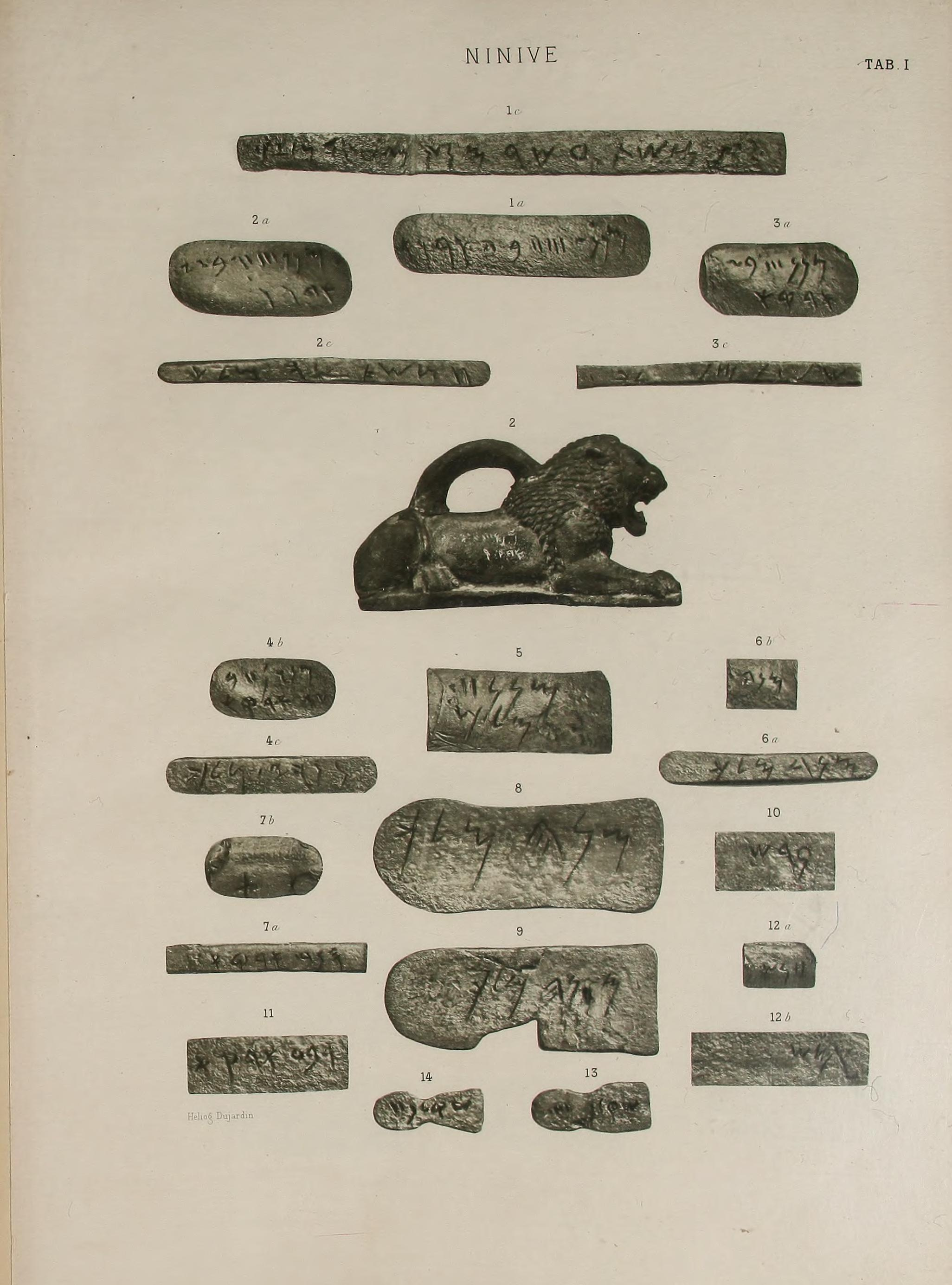
CIS II 1: أسد الوزن الآشوري
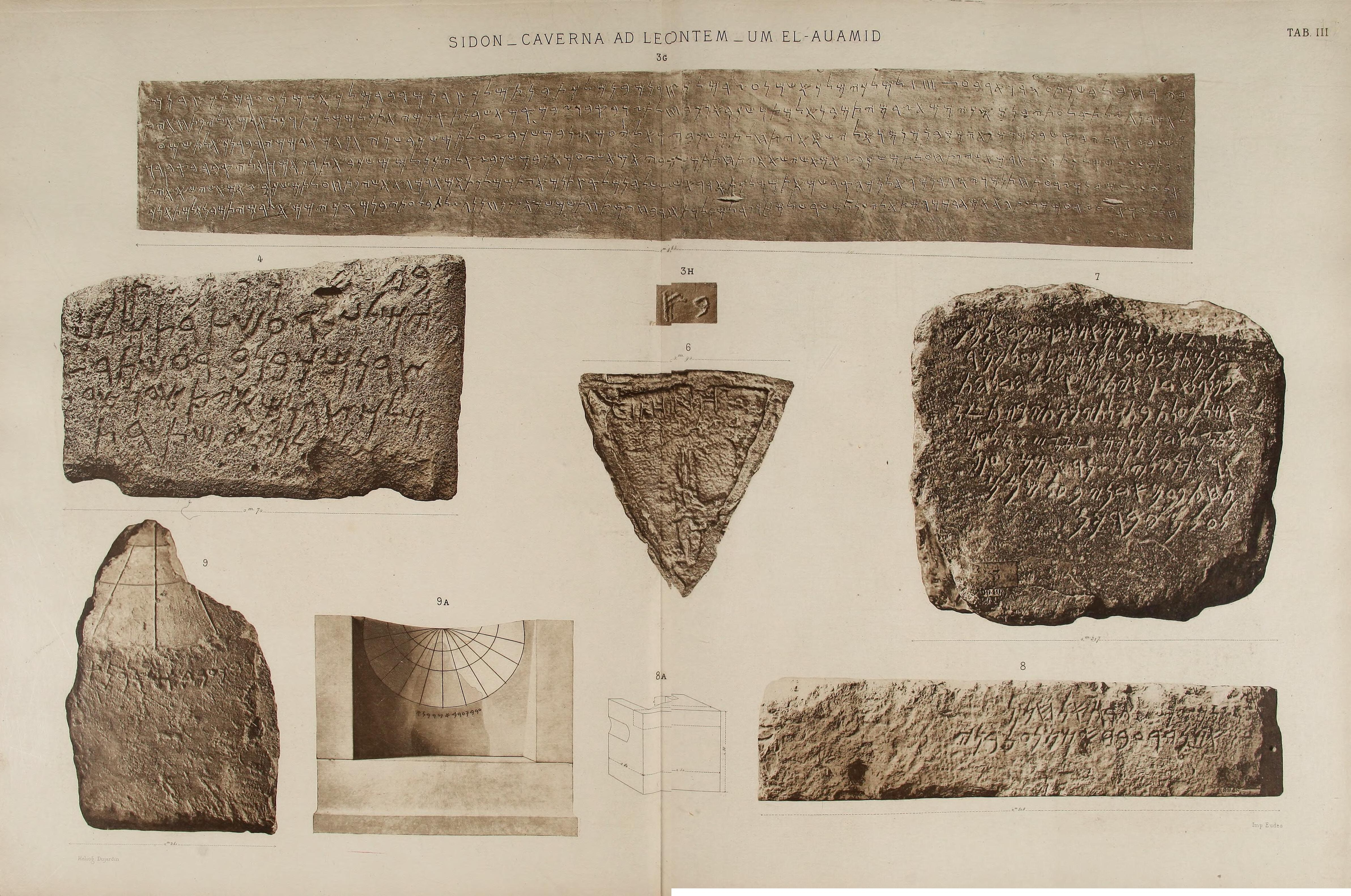
CIS I 3-4 . 6-9
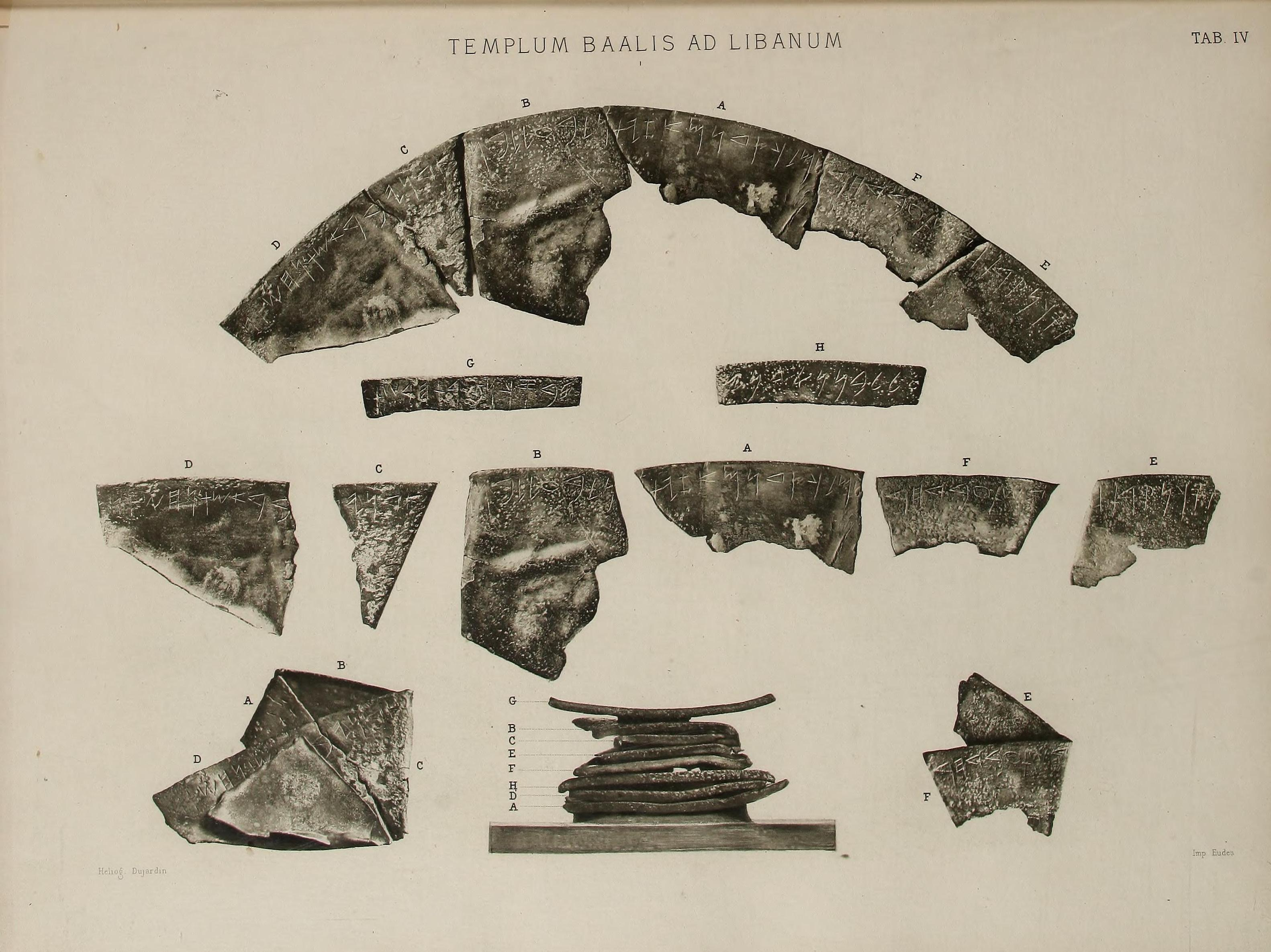
CIS I 5:نقش بعال لبنان